# Anderson Arias
Anderson Arias Zambrano (nacido en San Cristóbal, Estado Táchira, el 20 de abril de 1987) es un futbolista profesional venezolano. Se desempeña en el terreno de juego como delantero y su actual equipo es el Real Frontera Sport Club de la Segunda División de Venezuela.

## Clubes
| Club                        | País                 | Año               | Partidos | Goles |
| --------------------------- | -------------------- | ----------------- | -------- | ----- |
| Deportivo Táchira           | Venezuela            | 2006 - 2010       | 83       | 28    |
| Zulia Fútbol Club (Cesión)  | Venezuela            | 2010 - (Apertura) | 11       | 5     |
| Deportivo Táchira           | Venezuela            | 2011 - (Clausura) | 8        | 3     |
| Deportivo Táchira           | Venezuela            | 2011 - 2012       | 20       | 5     |
| Real Esppor Club (Cesión)   | Venezuela            | 2012 - 2013       | 27       | 8     |
| Monagas SC                  | Venezuela            | 2014 - (Apertura) | 17       | 11    |
| Margarita FC (Cesión)       | Venezuela            | 2015 - (Clausura) | 18       | 5     |
| Atlántico FC (Cesión)       | República Dominicana | 2015 - 2016       | 12       | 7     |
| Club Barcelona Atlético     | República Dominicana | 2016 - 2017       | 20       | 11    |
| Universidad O&M FC          | República Dominicana | 2017 - 2018       | 17       | 5     |
| Club Atlético San Francisco | República Dominicana | 2018-2019         | 21       | 12    |
| Atlántico FC                | República Dominicana | 2019-2020         | 18       | 9     |
| Club Atlético Pantoja       | República Dominicana | 2020              | 0        | 0     |
| Atlántico FC                | República Dominicana | 2021              | 18       | 9     |
| Real Frontera Sport Club    | Venezuela            | 2024-presente     | 0        | 0     |

## Competiciones
| Competición                   | PJ  | Goles |
| ----------------------------- | --- | ----- |
| Primera División de Venezuela | 149 | 49    |
| Segunda División de Venezuela | 35  | 16    |
| Liga Dominicana de Fútbol     | 88  | 44    |
| Copa Libertadores             | 8   | 0     |
| Copa Pre Libertadores         | 2   | 0     |
| Copa Sudamericana             | 1   | 0     |
| Selección Nacional            | 0   | 0     |
| Total de Carrera              | 283 | 109   |